# Herisau
Herisau (également Hérisau en français, forme aujourd’hui vieillie) est une commune suisse, chef-lieu (de facto) du canton d'Appenzell Rhodes-Extérieures. Herisau est Ville alpine de l'année 2003.

## Géographie

### Situation

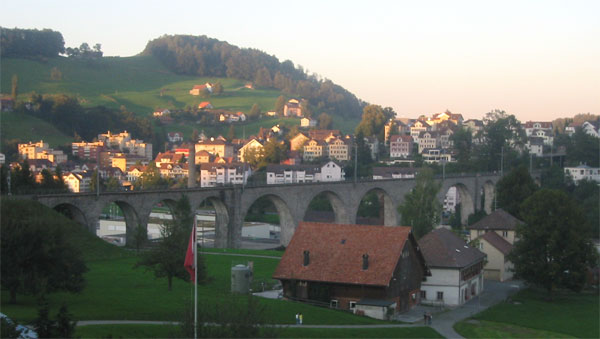
Herisau.

La ville est située à une altitude de 778 mètres, dans une cuvette formée par la vallée de la Glatt.
La commune de Herisau s'étend sur 25,2 km2. Lors du relevé de 2013-2018, les surfaces d'habitations et d'infrastructures représentaient 18,0 % de sa superficie, les surfaces agricoles 53,9 %, les surfaces boisées 27,3 % et les surfaces improductives 0,9 %.

### Transports
- Ligne ferroviaire des Chemins de fer appenzellois Gossau–Appenzell
- Ligne ferroviaire Schweizerische Südostbahn Saint-Gall-Lucerne
- Autoroute A1, sortie 80, Saint-Gall-Winkeln

## Histoire

Vue aérienne de 300 m par Walter Mittelholzer (1920).

Le nom du lieu est mentionné pour la première fois en 837, sous le toponyme de « Herinisauwa ». Elle appartenait à l'origine au couvent de Saint-Gall et devint indépendante après la construction d'une église.
Sous la République helvétique, Herisau était chef-lieu de district du canton de Säntis.
Le Grand Conseil et le Gouvernement y siègent depuis 1876.
Herisau a été nommé Ville alpine de l'année en 2003 pour son engagement au soutien de la Convention alpine et dans le développement durable.

## Population et société

### Démographie

#### Évolution de la population
Herisau compte 15 744 habitants au 31 décembre 2022 pour une densité de population de 625 hab/km2. Sur la période 2010-2019, sa population a augmenté de 3,5 % (canton : 4,6 % ; Suisse : 9,4 %).  

#### Pyramide des âges
En 2020, le taux de personnes de moins de 30 ans s'élève à 31,2 %, similaire à la valeur cantonale (31,1 %). Le taux de personnes de plus de 60 ans est quant à lui de 26,5 %, alors qu'il est de 27,5 % au niveau cantonal.
La même année, la commune compte 7 923 hommes pour 7 726 femmes, soit un taux de 50,6 % d'hommes, supérieur à celui du canton (50,4 %).
| Hommes | Classe d’âge | Femmes |
| ------ | ------------ | ------ |
| 0,4    | 90 ans ou +  | 1,5    |
| 7,1    | 75 à 89 ans  | 9,0    |
| 16,9   | 60 à 74 ans  | 18,1   |
| 21,5   | 45 à 59 ans  | 20,8   |
| 21,8   | 30 à 44 ans  | 20,4   |
| 17,5   | 15 à 29 ans  | 15,6   |
| 14,7   | - de 14 ans  | 14,6   |

| Hommes | Classe d’âge | Femmes |
| ------ | ------------ | ------ |
| 0,6    | 90 ans ou +  | 1,5    |
| 7,5    | 75 à 89 ans  | 9,2    |
| 18,0   | 60 à 74 ans  | 18,1   |
| 22,2   | 45 à 59 ans  | 22,2   |
| 19,5   | 30 à 44 ans  | 19,2   |
| 16,3   | 15 à 29 ans  | 14,6   |
| 16,0   | - de 14 ans  | 15,2   |

### Médias
- Appenzeller Zeitung

## Économie
- Huber+Suhner AG, entreprise de connectique
- Cilander, traitement des textiles

## Culture et patrimoine

### Héraldique
| Blason | Blasonnement : D'argent à l'ours levé de sable portant sur l'épaule un tronc écoté d'or. |

### Monuments et curiosités
- Église réformée reconstruite en 1516-1520.
- Hôtel de ville
- Ancien arsenal
- Ancienne blanchisserie (Alte Bleiche), construite en 1666.
- Maison Walser

### Personnalités
- Hans-Rudolf Merz, ancien conseiller fédéral
- Ida Baumann, peintre
- Johannes Baumann, ancien conseiller fédéral
- Beat Forster, joueur de hockey sur glace
- Hermann Rorschach, psychiatre
- Robert Walser, écrivain
- Jean-Christophe De Clercq, peintre
- Jürg Frischknecht, journaliste et écrivain
- Markus Zürcher, artiste
- Gustav Carl Eugen Alfred Müller dit Alfredo Müller, peintre et graveur
- Timo Meier, joueur de hockey sur glace
- Mathias Rusterholz, athlète, coureur du 400 mètres, médaillé de bronze aux championnats d'Europe 1994 et recordman de Suisse de la discipline depuis 1996.
- Conrad Zellweger, peintre et personnalité politique suisse